# Лутьерн
Лутьерн (англ. Louthiern; VI век) — святой епископ корневильский. День памяти — 17 октября.
Святой Лутьерн был ирландцем. Его, покровителя городка Лудгван (Корнуолл), иногда отождествляют со святым Люхтигерном (Luchtighern, память 28 апреля), игуменом Эннистимонским (Ennistymon), который был связан со святой Итой (Íte of Killeedy, память 15 января).
Тропарь, глас 1:

Both in Ireland and in Cornwall thou didst win many souls for Christ
by preaching and witness, O Father Louthiern.
Wherefore as we seek to emulate thy holy example,
O Saint, beseech Christ our God that He both
bless us and grant us His great mercy.